# Moon Woo-jin
Moon Woo-jin (tiếng Hàn: 문우진, sinh ngày 19 tháng 02 năm 2009) là một diễn viên Hàn Quốc. Xuất hiện lần đầu trong CF của Green Finger năm 2015, và ra mắt với tư cách một diễn viên năm 2016, đến nay Woo-jin đã xuất hiện trong nhiều dự án nổi bật như Castaway Diva (Diva của đảo hoang) 2023, The Devil Judge (Thẩm phán ác ma) 2021, Beauty Inside (Vẻ đẹp tiềm ẩn) 2018, What's Wrong with Secretary Kim? (Thư ký Kim sao thế?) 2018 ... Đặc biệt, các tác phẩm Woo-jin đóng vai chính bao gồm: Heatwave Warning/Dog Days of Summer (Mùa hè ở Daegu) 2023, MoonParkJiHo 2022, Where Would You Like to Go? 2023. Moon Woo-jin hiện đang hoạt động dưới quyền quản lý của T-One Entertainment

## Danh sách phim

### Phim truyền hình[1][22][23]
| Năm       | Đài phát sóng | Tên phim                                                              | Vai diễn                              |
| --------- | ------------- | --------------------------------------------------------------------- | ------------------------------------- |
| 2024      | JTBC          | Dù tôi không phải người hùng                                          | Han Jun-woo                           |
| 2023      | KBS           | Heat Wave Warning/Dog Days of Summer (Drama Special) (Mùa hè ở Daegu) | Kim Yi-jun                            |
| 2023      | tvN           | Castaway Diva (Diva của đảo hoang)                                    | Jung Ki-ho                            |
| 2023      | ENA           | Oh! Youngsim                                                          | Kang Woo-chan (hồi nhỏ)               |
| 2022      | Disney+       | Kiss Sixth Sense (Nụ hôn của giác quan thứ sáu)                       | Cha Min-hoo (hồi nhỏ)                 |
| 2021      | KBS           | School 2021 (Học đường 2021)                                          | Gong Ki-jun (hồi nhỏ)                 |
| 2021      | tvN           | The Devil Judge (Thẩm phán ác ma)                                     | Kang Yo-han (hồi nhỏ)                 |
| 2021      | SBS           | Joseon Exorcist (Pháp sư trừ tà Triều Tiên)                           | Đại thân vương Kang-nyeong            |
| 2020      | SBS           | Alice                                                                 | Park Jin-gyeom (hồi nhỏ)              |
| 2020      | tvN           | It's Okay not to be Okay (Điên thì có sao)                            | Moon Kang-tae (hồi nhỏ)               |
| 2020      | SBS           | The King: Eternal Monarch (Quân vương bất diệt)                       | Kang Shin-jae/Kang Hyun-min (hồi nhỏ) |
| 2020      | KBS           | Once Again (Lại một lần nữa)                                          | Kim Ji-hoon                           |
| 2019      | JTBC          | My Country: The New Age (Đất nước của tôi: Thời đại mới)              | Seohwi (hồi nhỏ)                      |
| 2019      | SBS           | Vagabond                                                              | Cha Hoon                              |
| 2019      | tvN           | Arthdal Chronicles (Biên niên sử Arthdal)                             | Tagon (hồi nhỏ)                       |
| 2019      | OCN           | Watcher (Người giám sát)                                              | Kim Young-gun                         |
| 2019      | OCN           | Kill it (Truy sát)                                                    | Kim Soo-hyun (hồi nhỏ)                |
| 2019      | SBS           | The Fiery Priest (Linh mục nhiệt huyết)                               | Kim Hae-il (hồi nhỏ)                  |
| 2018-2019 | SBS           | Kangnam Scandal (Bê bối Kangnam)                                      | Hong Se-hyung (hồi nhỏ)               |
| 2018      | JTBC          | Beauty Inside (Vẻ đẹp tiềm ẩn)                                        | Seo Woo-joo (Han Se-gye)              |
| 2018      | JTBC          | My ID is Gangnam Beauty (Người đẹp Gangnam)                           | Do Kyung-seok (hồi nhỏ)               |
| 2018      | OCN           | Life on Mars (Cuộc sống trên sao hỏa)                                 | Kyung-ho                              |
| 2018      | MBC           | Come and Hug Me (Đến ôm em)                                           | Chae Do-jin (hồi nhỏ)                 |
| 2018      | tvN           | What's Wrong With Secretary Kim? (Thư ký Kim sao thế?)                | Lee Young-jun (hồi nhỏ)               |
| 2018      | MBC           | My Contracted Husband, Mr.Oh! (Chồng tôi là Oh Jak Doo)               | Oh Jak-doo (hồi nhỏ)                  |
| 2018      | tvN           | About Time (Đã đến lúc)                                               | Lee Do-ha (hồi nhỏ)                   |
| 2017-2018 | SBS           | Oh, the Mysterious                                                    | Han Kang                              |
| 2017      | MBC           | Man Who Sets the Table (Quý ông góc bếp)                              | Lee So-won (hồi nhỏ)                  |
| 2017      | tvN           | Live Up to Your Name (Lang y lừng danh)                               | Heo Im (hồi nhỏ)                      |
| 2017      | MBC           | Bad Thief, Good Thief (Siêu trộm)                                     | Jang Min-Jae (hồi nhỏ)                |
| 2017      | MBC           | The King in Love (Khi nhà vua yêu)                                    | Wang Won (hồi nhỏ)                    |
| 2017      | SBS           | Suspicious Partner (Đối tác đáng ngờ)                                 | Ji Eun-hyuk (hồi nhỏ)                 |
| 2017      | KBS2          | Unknown Woman (Người mẹ không tên)                                    | Em bé đang khóc                       |
| 2016-2017 | MBC           | The Person Who Gives Happiness (Hạnh phúc trời ban)                   | Lee Geon-woo (hồi nhỏ)                |
| 2016-2017 | SBS           | Our Gap-soon (Gap-soon của tôi)                                       | Vai diễn khách mời                    |

### Phim điện ảnh
| Năm  | Tên phim                                       | Vai diễn     |
| ---- | ---------------------------------------------- | ------------ |
| 2024 | Black Nuns                                     | Hee-jun      |
| 2023 | Where Would You Like to Go? (Bạn muốn đi đâu?) | Park Hae-soo |
| 2020 | Peninsula (Bán đảo)                            | Dong-Hwan    |

### Phim ngắn
| Năm  | Tên phim     | Vai diễn   |
| ---- | ------------ | ---------- |
| 2022 | MoonParkJiHo | Park Ji-ho |

## Video âm nhạc
| Năm  | Nhóm nhạc/Ca sĩ | Tên bài hát  |
| ---- | --------------- | ------------ |
| 2019 | Momoland        | Thumbs Up    |
| 2019 | Min Kyung-hoon  | Forever Love |
| 2017 | Wanna One       | Beautiful    |

## Quảng cáo
| Năm  | Tên công ty/nhãn hàng                  | Tên quảng cáo/sản phẩm                      |
| ---- | -------------------------------------- | ------------------------------------------- |
| 2023 | B TV                                   | AI B TV lives in my house                   |
| 2017 | Iconix                                 | Stone Age Battle Stone Leader               |
| 2017 | Lotte Group                            | Your Lifetime Friend, Lotte                 |
| 2017 | LG Electronics                         | LG WHISEN air conditioning                  |
| 2017 | Hug Mom                                | Hug Your Mom                                |
| 2017 | Hanwoori                               | Reading Discussion Essay 'Moms Know It All' |
| 2016 | Korea Teachers’ Credit Union           | Public Advertisement                        |
| 2016 | Korea Economic Daily                   |                                             |
| 2016 | Hyundai Motor                          | Donation driving campaign                   |
| 2016 | Kyowon Group                           | ‘Goonos Proper Praise’ Campaign             |
| 2016 | Phillips                               | TODAY Campaign                              |
| 2016 | Ottogi                                 | Ottogi Pizza                                |
| 2016 | Jeju Air                               | Space Museum Jeju Trip                      |
| 2016 | Ministry of Public Safety and Security |                                             |
| 2015 | Green Finger                           | My Kids                                     |

## Đại sứ quảng bá
| Năm  | Vai trò                           |
| ---- | --------------------------------- |
| 2019 | Đại sứ quảng bá thành phố Incheon |

## Đề cử và giải thưởng
| Năm  | Lễ trao giải     | Hạng mục                                           | Tác phẩm           | Vai diễn    | Kết quả    |
| ---- | ---------------- | -------------------------------------------------- | ------------------ | ----------- | ---------- |
| 2023 | KBS Drama Awards | Best Young Actor (Nam diễn viên nhí xuất sắc nhất) | Dog Days of Summer | Kim Yi-jun  | Thắng giải |
| 2023 | APAN Star Awards | Best Young Actor (Nam diễn viên nhí xuất sắc nhất) | Castaway Diva      | Jung Ki-ho  | Đề cử      |
| 2020 | KBS Drama Awards | Best Young Actor (Nam diễn viên nhí xuất sắc nhất) | Once Again         | Kim Ji-hoon | Thắng giải |
| 2019 | SBS Drama Awards | Best Young Actor (Nam diễn viên nhí xuất sắc nhất) | Vagabond           | Cha Hoon    | Đề cử      |